# Friedrich Stift
Friedrich Stift (* 30. Mai 1961; chinesisch 石迪福, Pinyin Shídí Fú) ist ein österreichischer Diplomat. Seit Mitte 2021 ist er Geschäftsführer der Austrian Development Agency. Vorher war er von Juli 2017 bis Juli 2021 Botschafter der Republik Österreich in der Volksrepublik China und der Mongolei.

## Diplomatischer Werdegang
Friedrich Stift absolvierte in den Jahren 1980 bis 1985 ein Studium der Rechtswissenschaften an der Universität Wien; anschließend leistete er Militärdienst. Nach einem Gerichtsjahr sowie einer kurzen Beschäftigung 1987 bei der Interunfall-Versicherung in Wien betrieb Stift bis 1989 ein postgraduales Studium an der School of Advanced International Studies (SAIS) der Johns Hopkins University in Bologna und Washington, D.C., das er mit einem Master of Arts (M. A.) abschloss.
1989 trat Stift ins österreichische Bundesministerium für Europa, Integration und Äußeres (BMEIA) ein. Neben Posten in den österreichischen Botschaften in Washington, D.C. (1992–1995) und Riad (1995–1999) war er im Außenministerium bis 2002 in der Presseabteilung und als stellvertretender Leiter des Generalsekretärs tätig. Anschließend war er von 2002 bis 2004 stellvertretender Missionschef an der Österreichischen Botschaft Peking. Hier war er im März 2003 in eine ungewöhnliche Aktion involviert: der leihweisen Überlassung zweier Pandabären an den Tiergarten Schönbrunn.
Seinen ersten Botschafterposten für die Republik Österreich bekleidete er bei seiner Rückkehr ins Königreich Saudi-Arabien von 2004 bis 2008 an der Österreichischen Botschaft Riad. In diese Zeit fällt mit dem Staatsbesuch von Bundespräsident Fischer im Jahr 2006 einer der beruflichen Höhepunkte von Stift. 2009 kehrte er als Leiter der Abteilung II/4 (Naher und Mittlerer Osten, Maghreb- und Maschrek-Staaten) ins Außenministerium nach Wien zurück, wo er seit 2012 auch als stellvertretender Politischer Direktor der Sektion II im BMEIA tätig war.
Von Ende September 2013 bis 2017 war Stift als österreichischer Botschafter in der Islamischen Republik Iran in Teheran. Sein nächster Posten brachte ihn im Juli 2017 – als Nachfolger von Irene Giner-Reichl – als außerordentlicher und bevollmächtigter Botschafter der Republik Österreich in der Volksrepublik China und der Mongolei an die Botschaft in Peking. Anfang April 2018 reiste eine mehr als 200-köpfige österreichische Delegation zum Staatsbesuch nach China, angeführt von Bundespräsident Van der Bellen.
Nach der Übergabe der Amtsgeschäfte in Peking übernahm Stift Mitte 2021 die Geschäftsführung der Austrian Development Agency.
Friedrich Stift spricht Englisch, Französisch und „etwas Italienisch“.